# Helmut Gams
Helmut Gams (Brünn, hoy República Checa, 25 de septiembre de 1893 - 13 de diciembre de 1976, Innsbruck) fue un botánico, geobotánico, reconocido liquenólogo, y palinólogo austríaco.
Estudia en la Universidad de Zúrich donde obtiene su doctorado en 1918. De 1920 a 1923 es asistente de G. Hegi en la Universidad de Múnich, cooperando en una „Illustrierter Flora von Mitteleuropa“ "Ilustrada Flora de Europa Central". Funda la "Estación Biológica de Musgos" cerca del lago de Constanza, y por largo tiempo fue su Director. En 1929 es docente en la Universidad de Innsbruck donde gana por oposición, en 1947, una cátedra de profesor.
Investiga, primero de todo, a las criptógamas y se concentra en la flora microcriptogámica, clasificando musgos, liquenes y algas.
Fue pionero en los estudios de análisis de polen. Con V. Vareschi expedicionan a áreas de moor, a lagos de agua salada, glaciares,buscando muestras de polen. Posteriormente se estableció un Departamento de Palinología, en el Instituto de Botánica de la Universidad de Innsbruck.
En 1918 (ver lista de obras) Gams introduce la noción de biocenosis en la ciencia de las comunidades vegetales.
Fue autor del liquen Thelidium coeruleum (DC.) Gams, 1967 = Verrucaria caerulea

## Algunas publicaciones
- 1918 – Prinzipienfragen der Vegetationsforschung: ein Beitrag zur Begriffserklärung u. Methodik der Biocoenologie. Disertación
- 1929 – Remarques ultérieures sur l'histoire des Pinerais du Valais comparées à celle de l'Europe orientale. En: Bull. Murithienne 46: 76-96
- 1931 – Pflanzenwelt und Vorbedingungen der Pflanzenwirtschaft. Con Carl Troll
- 1931/32 – Die klimatische Begrenzung von Pflanzenarealen und die Verteilung der hygrischen Kontinentalität in den Alpen. En: Zeitschr. Ges. Erdkunde Berlin 1931: 321-346, 1932: 52-68, 178-198
- 1936 – Rindenflechten der Alpen ( Corteza de los líquenes en los Alpes)
- 1936 – Beiträge zur pflanzengeographischen Karte Österreichs. Parte I: Die Vegetation des Großglocknergebietes. En: Abh. Zool.-Bot. Ges. Wien 16 (2): 1-79. Viena
- 1938 – Über einige flechtenreichen Trockenrasen Mitteldeutschlands. En: Hercynia, Abh. Bot. Ver. Mitteldeutschl. 1 (2). Halle
- 1939 – Die Hauptrichtungen der heutigen Biozönotik. In: Chronica Botanica 5 (2/3). Leiden
- 1939 – Carl Schröter und seine vegetationskundliche Schule. En: Der Biologe 8 (6). Múnich
- 1943 – Der Hippophae rhamnoides im Alpengebiet. En: Beih. Bot. Centralbl. 62, Abt. B: 68-96
- 1948. Sehlüssel für Europäischen Familien, Gattungen, und wichtigen Untergattungen der Agaricales. Veröffentl. Öster. Mykol. Gesell. 2: 24 pp.
- 1954 – Neue Beiträge zur Vegetations- und Klimageschichte der nord- und mitteleuropäischen Interglaziale. En: Experientia 10 (9): 357-396
- 1961. Usnea longissima Ach. als kontinentale Nebelflechte. Ber. des Geobot. Inst. der Eidg. Techn. Hochschule Stiftung Rubel [Zurich] 32: 167-176
- Frey, W; J-P Frahm; E Fischer; W Lobin; H Gams. Kleine Kryptogamenflora. Vol. 4. Die Moos- und Farnpflanzen Europas

### Libros
- 1923 – Postglaziale Klimaaederungen und Erdkrustenbewegungen in Mitteleuropa: zusammen mit Rolf Nordhagen sowie mit einem Beitrag von C. Troll. 336 pp.
- 1927 - Von den Follat̀eres zur Dent de Morcles. Vegetationsmonographie aus dem Wallis. Berna. 760 pp.
- 1931 – Flora von Vorarlbergs. 76 pp.
- 1967 – Flechten: (Lichenes) 244 pp. – (Kleine Kryptogamenflora – Vol. 3)
- 1969 – Makroskopische Süßwasser- und Luftalgen. 1969. – 63 pp. (Kleine Kryptogamenflora: Vol. 1, Makroskopische Algen)
- 1973 – Die Moos- und Farnpflanzen: (Archegoniaten). 248 pp. (Kleine Kryptogamenflora / Vol. 4)
- 1974 – Makroskopische Meeresalgen. 119 pp. (Kleine Kryptogamenflora: Vol. 1, Makroskopische Algen)

## Honores

### Epónimos
- (Polygonaceae) Rumex gamsii Murr[1]

- La abreviatura «Gams» se emplea para indicar a Helmut Gams como autoridad en la descripción y clasificación científica de los vegetales.[2]